# لحي جمل
لحي جمل موقع تاريخي، به مسجد نبوي، وفيه أحتجم النبي ﷺ وهو محرم في وسط رأسه. وهو على طريق القوافل القديم بين المدينة المنورة ومكة المكرمة. يقع في جنوب غرب المدينة المنورة، بالقرب من بئر الطلوب التاريخية.

## مسجد لحي جمل
قال الأسدي إنه على ميل من الطلوب وهي بئر غليظة الماء بعد العرج بأحد عشر ميلا والسقيا بعد الطلوب بستة أميال وقبل السقيا بميل وادي القاحة ولأبن زبالة احتجم رسول الله صلى الله عليه وسلم بمكان يدعى لحى جمل بطريق مكة وهو محرم وفي رواية له بالقاحة ورأيت لبعضهم مسجد لحى جمل بين السقيا والأبواء ويوافقه قول عياض لحى جمل عقبة الجحفة وقال غيره على سبعة أميال من السقيا ورواه بعضهم لحي بالتثنية وفسره بأنه ماء.

## في الحديث النبوي
- حدثنا خالد بن مخلد حدثنا سليمان بن بلال عن علقمة بن أبي علقمة عن عبد الرحمن الأعرج عن ابن بحينة رضي الله عنه قال احتجم النبي صلى الله عليه وسلم وهو محرم بلحي جمل في وسط رأسه.[2]

## ما ذكره المؤرخون
لحى جمل يقال بكسر اللام وبفتحها هو موضع على سبعة أميال من المدينة قال بن وضاح هو عقبة الجحفة وفي رواية لحي جمل بالتثنية
البکری الاندلسی
لحى جمل بفتح أوله، وإسكان ثانيه، على لفظ لحى الرأس، مضاف إلى جمل، واحد الجمال: ماء مذكور محدّد في رسم العقيق. وبهذا الموضع احتجم رسول اللّه صلى اللّه عليه وسلم في وسط رأسه وهو محرم. و رواه مالك، عن يحيى بن سعيد، عن سليمان بن يسار.
وهي بئر جمل التي ورد ذكرها في حديث أبى جهيم بن الحارث بن الصّمّة، قال: أقبل النّبيّ صلى اللّه عليه وسلم من بئر جمل، فلقيه رجل، فسلّم عليه، فلم يردّ النّبيّ عليه، حتى أقبل على الجدار فمسح بوجهه ويديه، ثم ردّ عليه السلام. رواه البخاري وغيره.
و قد قيل: بئر جمل: ماء آخر بالمدينة.
قال الإسكندري
و لحي جمل: موضع بين السّقيا والمدينة، وهناك احتجم النّبيّ صلى اللّه عليه وسلم سنة حجّة الوداع، ولحي جمل أيضا: موضع بين المدينة وفيد على غير طريق الجادّة، بينه وبين فيد ثلاثون ميلا، ولحي جمل: موضع بين نجران وتثليث على الجادّة من حضرموت إلى مكة، و لحيا جمل: جبلان باليمامة في ديار قشير.
قال یاقوت الحموي
لحْيا جملٍ بالفتح ثم السكون، تثنيه اللّحي، وهما العظمان اللذان فيهما الأسنان من كل ذي لحي، والجمع الألحي، وجمل، بالجيم: البعير، وفي الحديث: (احتجم النبي، صلّى الله عليه وسلّم، بلحي جمل): موضع بين مكة والمدينة، وقد روي فيه لحي جمل، بالفتح، ولحي جمل، بالكسر، والفتح أشهر: هي عقبه الجحفه على سبعه أميال من السّقيا، وقد فسر في حديث الحكم بن بشّار في كتاب مسلم أنه ماء، وقد ذكر في باب جمل عده مواضع تسمى بهذا الاسم، ولحي جمل عده مواضع ذكرت في جمل.
قال عبد المومن البغدادی
لحيا جمل بالفتح، ثم السكون، تثنية اللّحى، وهما العظمان اللذان فيهما الأسنان.
و جمل، بلفظ البعير: موضع بين مكة والمدينة، جاء بالتثنية والإفراد بلحى جمل، وهي عقبه الجحفه على تسعة أميال من السقيا. و لحى جمل: عدة مواضع ذكرت في جمل.
قال السمهودی
لحيا جمل بالفتح ثم السكون تثنية لحي وهما العظمان اللذان فيهما الأسنان السفلى، وجمل: بالجيم للبعير، وروى «لحي جمل» بالإفراد، وروى بكسر اللام، والفتح أشهر، وسبق بيانه في مسجد «لحي جمل» من مساجد طريق مكة، ولحيا جمل أيضا:
جبل بطريق فيد على ستة أميال من الأحرجة، قال الأسدي: سميا بذلك لأنهما نشرا وامتدا واقترب ملتقاهما، فشبها باللحيين، وقال المجد في جمل: ولحى جمل أيضا بين المدينة وفيد على عشرة فراسخ من فيد، ولحى جمل أيضا: موضع بحران وتثليث، ولحيا جمل بالتثنية: جبلان بالمدينة في ديار قشير.
قال عبد الرحمن بن ابراهیم حسینى حنبلى
لحی جمل موضع بین مكة والمدينة، و هو أقرب للمدینة، احتجم فیه النبی صلى الله علیه وسلم عام حجة الوداع، وموضع بین المدينة وفيد، بینه وبین فيد عشرة فراسخ، وموضع بین نجران وتثليث على جادة حضرموت إلى مكة.